# Hiller YH-32 Hornet
El Hiller YH-32 Hornet (designación de compañía HJ-1) fue un helicóptero ultraligero estadounidense construido por Hiller Aircraft a principios de los años 50 del siglo XX. Era un diseño pequeño y único debido a que estaba propulsado por dos motores estatorreactores Hiller 8RJ2B montados en las puntas de las palas del rotor, que pesaban 6 kg cada uno y proporcionaban el equivalente a 45 hp, para un total de 90 hp. Se construyeron versiones del HJ-1 Hornet para el Ejército y la Armada de los Estados Unidos, a principios de la misma década.
El Hiller Museum identifica al YH-32A bautizado Sally Rand como el primer helicóptero cañonero.

## Diseño y desarrollo

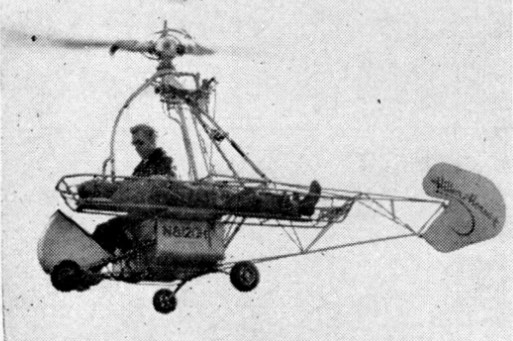
Hiller Hornet con camilla adosada en vuelo, 1951.

El Hiller HJ-1 Hornet fue uno de los primeros intentos de construir un helicóptero propulsado a reacción, usando estatorreactores. Anteriormente se habían realizado experimentos con los pulsorreactores de punta del XH-26 Jet Jeep. El estatorreactor de punta del HJ-1 propulsaba al rotor y a la aeronave. A diferencia de un helicóptero convencional, este diseño mecánicamente simple elimina la necesidad de un rotor de cola.
Desafortunadamente, las velocidades de las palas de un rotor de helicóptero son subsónicas, y los estatorreactores son ineficientes a velocidades subsónicas debido al bajo régimen de compresión de las tomas. Por tanto, el Hornet sufría de un alto consumo de combustible y de un pobre alcance. Además, el vehículo sufría de bajas velocidades de transición, y los estatorreactores de punta eran extremadamente ruidosos. En el caso de una pérdida de potencia, se encontró que la autorrotación era dificultosa debido a la resistencia de las góndolas de los estatorreactores.
El vehículo demostró una potente capacidad de carga, y hubo cierta esperanza en sus usos militares, pero el alto ruido, el pobre alcance y la gran visibilidad de las llamas de los estatorreactores por la noche provocaron la ausencia de ventas.

## Historia operacional
El HJ-1 fue evaluado por el Ejército de los Estados Unidos como YH-32, y por la Armada estadounidense como XHOE-1. En 1957, dos YH-32 fueron modificados como YH-32A para realizar pruebas como helicópteros armados. Todos los carenados de fibra de vidrio de la cabina fueron retirados y la cola fue modificada. Las pruebas fueron exitosas en probar la viabilidad del helicóptero como plataforma de armas, pero debido a las marginales prestaciones, no se ordenaron más conversiones ni aparatos nuevos. También se enviaron varias versiones al Centro de Recursos de Desarrollo del Ejército estadounidense para ser evaluadas en uno de sus concursos relacionados con la investigación y desarrollo de un helicóptero ligero y lanzable en paracaídas para rescate aéreo y reconocimiento; y de uno monoplaza portátil, de fácil ensamblaje y bajo consumo, para observación y transporte. Compitió contra el Jet Jeep y sus pulsorreactores. En general, el YH-32 ganó al Jet Jeep, pero el concepto fue considerado obsoleto, y más tarde el programa fue cancelado.

## Variantes

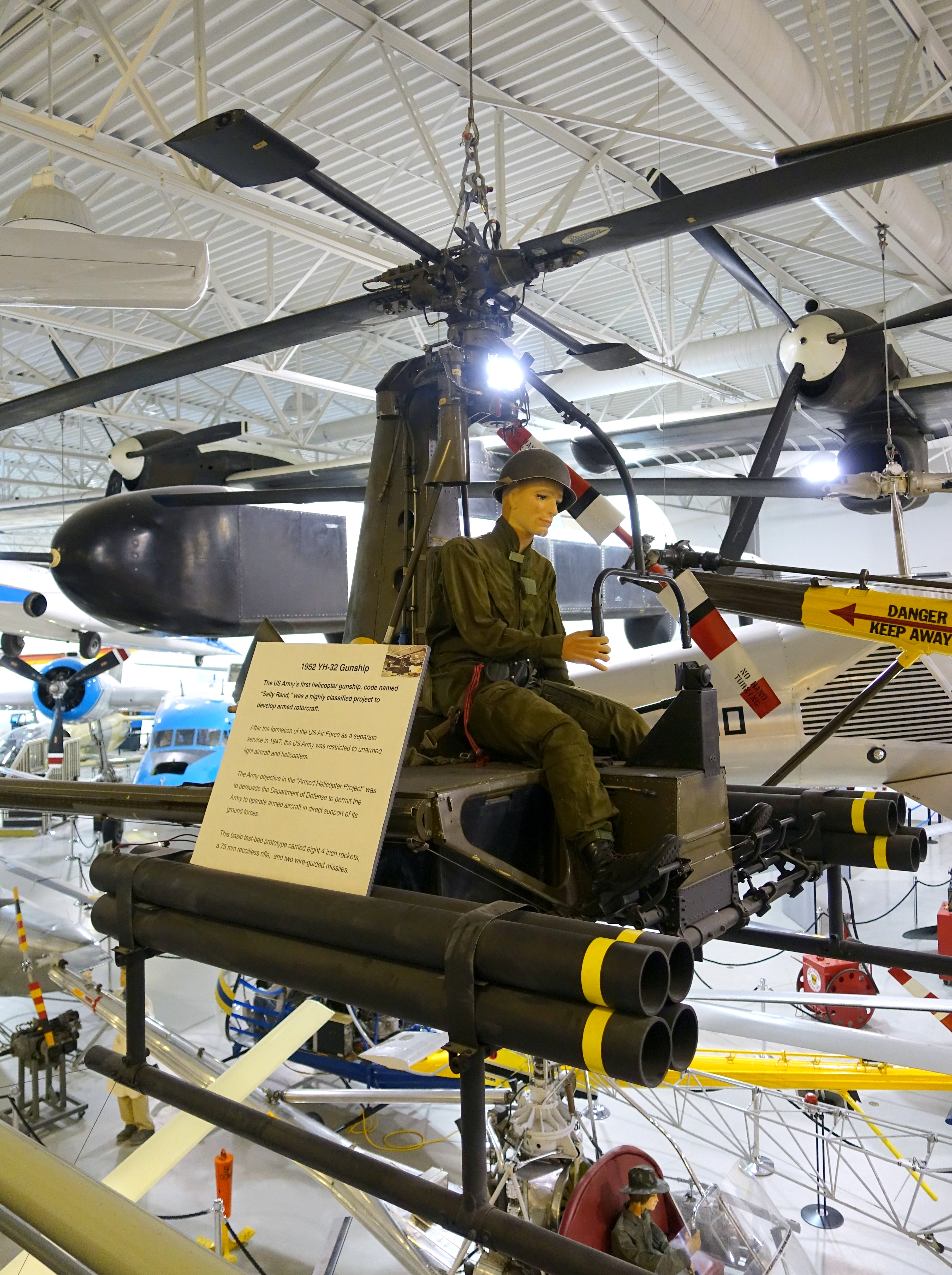
Versión armada "Sally Rand" en exhibición en el Hiller Aviation Museum.

HJ-1
Designación de compañía, un prototipo.
YH-32
Ejército estadounidense, similar al HJ-1 con dos pequeños estabilizadores en V, 14 construidos (dos prototipos y 12 aparatos de producción).
YH-32A
Dos YH-32 modificados para realizar pruebas como helicóptero armado.
XHOE-1
Tres HJ-1 para evaluación por la Armada estadounidense en 1951.

## Operadores
Estados Unidos
- Ejército de los Estados Unidos
- Armada de los Estados Unidos

## Aeronaves en exhibición

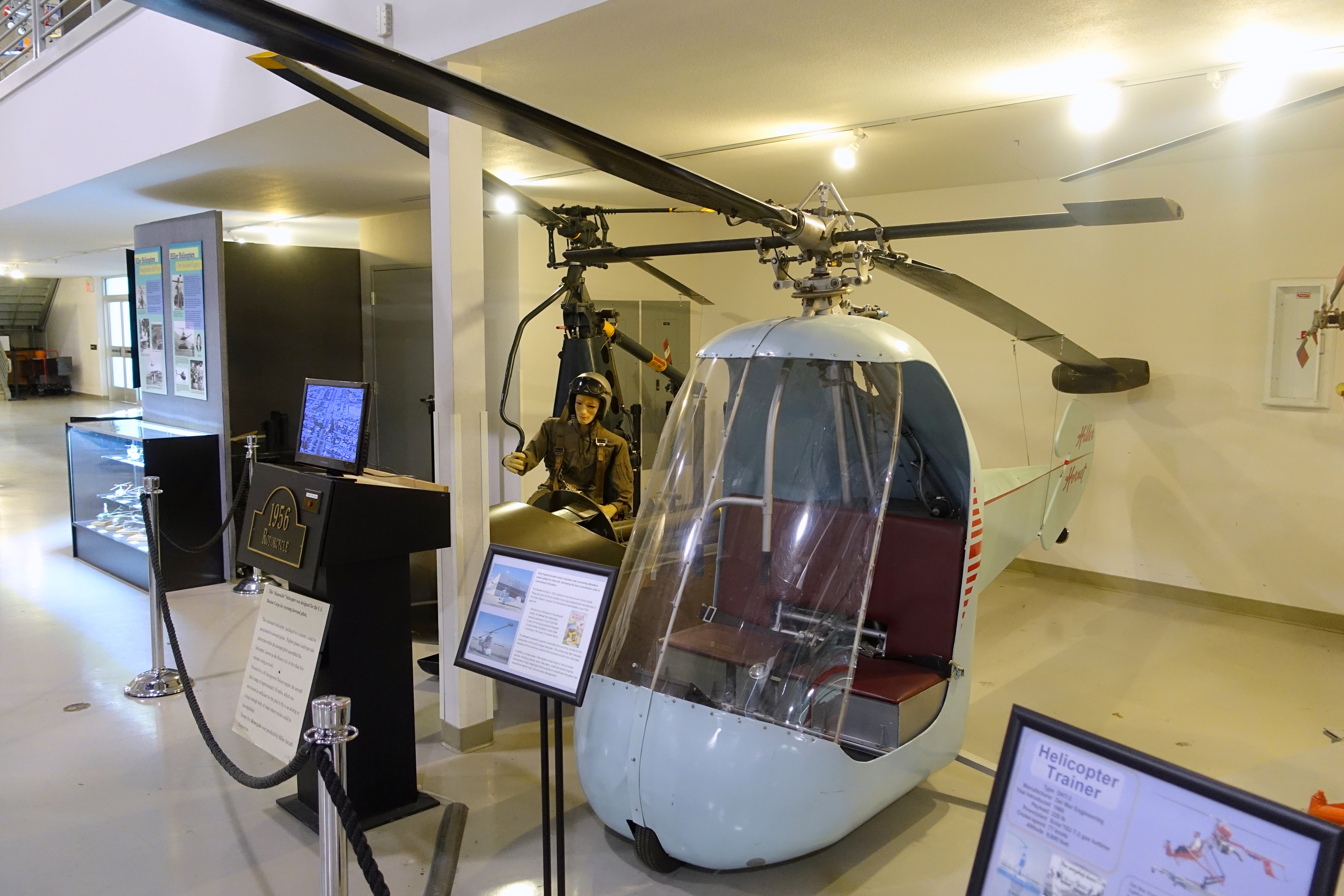
En exhibición en el Hiller Aviation Museum.

- 138652: XHOE-1 en exhibición estática en el Centro Steven F. Udvar-Hazy del Museo Nacional del Aire y el Espacio de Estados Unidos en Chantilly (Virginia).[5]
- 53-4663: YH-32 almacenado en el Classic Rotors Museum en Victorville, California.[6]
- 55-4965: YH-32 almacenado en el United States Army Aviation Museum en Fort Rucker en Ozark (Alabama).[7]
- 55-4969: YH-32 en exhibición estática en el Museum of Flight en Seattle, Washington.[8][9]
- 55-4973: YH-32 en estado de vuelo en el Fantasy of Flight en Polk City (Florida).[10][11][12]
- Núm. de construcción 15: YH-32 en exhibición estática en el Classic Rotors Museum en Ramona (California).[13][14]
- Desconocido: HJ-1 en exhibición estática en el Hiller Aviation Museum en San Carlos (California).
- Desconocido: YH-32A en exhibición estática en el Hiller Aviation Museum en San Carlos (California).[15]

## Especificaciones (YH-32)

### Características generales
- Tripulación: Dos (pilotos)
- Longitud: 6,9 m (22,6 ft)
- Diámetro rotor principal: 9,8 m (32 ft)
- Altura: 2,4 m (7,9 ft)
- Área circular: 37,4 m² (402,6 ft²)
- Peso vacío: 247 kg (544,4 lb)
- Peso cargado: 490 kg (1080 lb)
- Planta motriz: 2× estatorreactor Hiller 8RJ2B.
  - Potencia: 178 N (40 lbf) cada uno.

### Rendimiento
- Velocidad máxima operativa (Vno): 129 km/h (80 MPH; 70 kt)
- Alcance: 52 km (28 nmi; 32 mi)
- Techo de vuelo: 2100 m (6890 ft)
- Régimen de ascenso: 3,6 m/s (699 ft/min)
- Carga del rotor: 13 kg/m2 (2,7 lb/sq ft)

## Aeronaves relacionadas

### Aeronaves similares
- American Helicopter XH-26 Jet Jeep
- Fairey Jet Gyrodyne

### Secuencias de designación
- Secuencia H-_ (Helicópteros de la USAF, 1948-1962): ← H-29 - H-30 - H-31 - H-32 - H-33 - H-34 - H-35 →
- Secuencia HO_E (Helicópteros de Observación de la Armada estadounidense, 1944-1962 (Hiller, 1948-1962)): HOE